# Вільгельм Ріттер фон Лееб

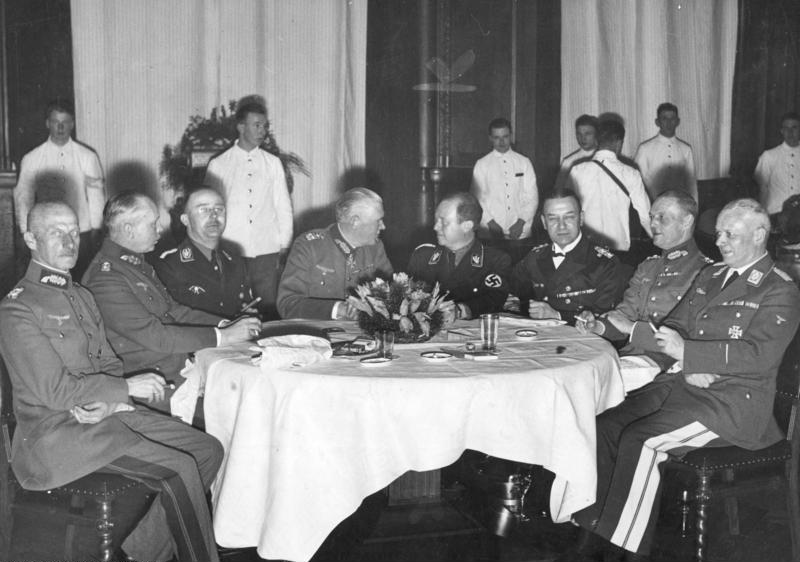
Вищий генералітет Третього Рейху: генерал артилерії В.фон Лееб, генерал артилерії В.фон Фріч, рейхсфюрер СС Г.Гіммлер, генерал-полковник В.фон Бломберг, обергрупенфюрер П. Кьонер, адмірал Е.Редер, генерал від інфантерії Г.фон Рундштедт та генерал авіації Е.Ваченфельд. 13 січня 1935

Вільгельм Йозеф Франц Ріттер фон Лееб (нім. Wilhelm Josef Franz Ritter von Leeb; нар. 5 вересня 1876, Ландсберг-ам-Лех, Баварія — пом. 29 квітня 1956, Фюссен, Баварія) — німецький воєначальник часів Третього Рейху, генерал-фельдмаршал (1940) Вермахту, ріттер (лицар). Кавалер Лицарського хреста (1940). Командував оперативно-стратегічними об'єднаннями в Європейських кампаніях, організатор блокади Ленінграда під час війни з Радянським Союзом.

## Біографія

### Ранні роки, Перша світова війна
Вільгельм Йозеф Франц Лееб народився 5 вересня 1876 у Ландсберг-ам-Лесі, Баварія в сім'ї зі сталими військовими традиціями. Його батько Адольф Лееб був військовим, майором імперської армії Німеччини, а його майбутня дружина, Марія Шротт, була дочкою генерала кавалерії.
Військову службу розпочав у 1895 році юнкером 4-го баварського артилерійського полку. 1897 року проведений в офіцери. У 1899 Лееб закінчив військове училище і в 1900 році вирушив до Китаю, де брав участь у придушенні Іхетуаньського повстання 1898—1901 років. З серпня 1900 по вересень 1901 командував взводом 1-ї гірської батареї Східно-Азіатського полку польової артилерії. Після повернення до Німеччини продовжив службу у своєму артилерійському полку, обер-лейтенант (1905). 1909 року закінчив Баварську військову академію в Мюнхені, а в 1911 році — Академію Генерального штабу в Берліні. У чині гауптмана був направлений для проходження служби у військове артилерійське училище. У 1912—1913 роках командував артилерійською батареєю в Ерлангені, потім служив у штабі баварської артилерії.
Учасник Першої світової війни. До березня 1915 — заступник начальника штабу 1-го Баварського армійського корпусу, потім — начальник оперативного відділу штабу 11-ї Баварської піхотної дивізії, що воювала на Західному фронті, а з літа 1916 на Східному фронті в Королівстві Галичини та Володимирії, Королівстві Сербія та Румунського королівства.
29 травня 1916, за бойові заслуги, здійснені 2 травня 1915 року, Лееб отримав Лицарський Хрест Військового Ордена Максиміліана Йозефа, який був еквівалентом баварському Pour le Mérite, й його отримання підвищило Лееба до лав дворянства: 21 червня 1916 він отримав титул «ріттер» («лицар»), який змінив його ім'я, додаючи титул «ріттер» до його прізвища та приставку «фон». Відтоді Вільгельм Лееб став іменуватися Вільгельм Ріттер фон Лееб.
З березня 1917 — повернувся на Західний фронт офіцером Генерального штабу при штабі армійської групи кронпринца Рупрехта Баварського, де і знаходився до кінця війни.
За бойові відзнаки Залізними хрестами обох ступенів і ще одинадцятьма орденами Німецької імперії, Австро-Угорщини та Османської імперії.
У 1919 році вступив в Добровольчий корпус полковника Ф. фон Еппа, в лавах якого брав участь у придушенні революції в Баварії.

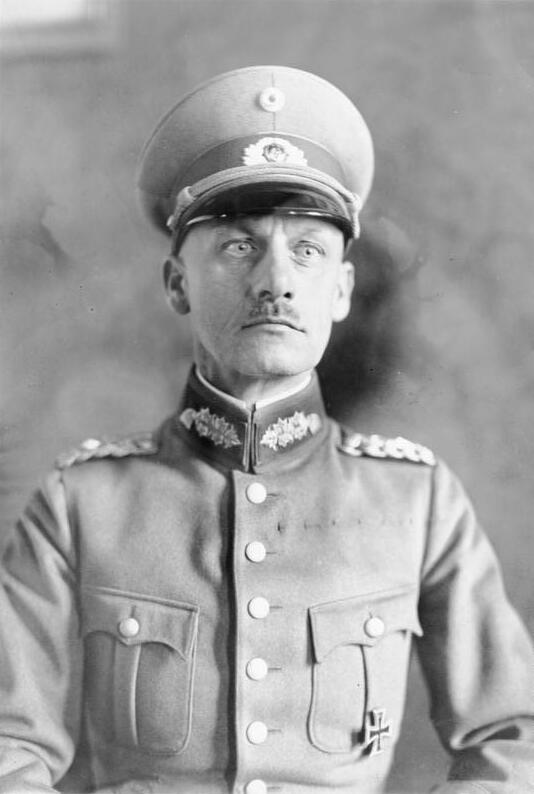
Генерал-лейтенант В.фон Лееб. 1 лютого 1930

### Інтербеллум
Після демобілізації кайзерівської армії Вільгельм Ріттер фон Лееб залишений служити в рейхсвері, начальник відділу Військового міністерства (жовтень 1919 року). 1920 року призначений начальником штабу 7-го військового округу (Мюнхен), оберст-лейтенант. У 1924—1926 роках командир артилерійського дивізіону (обов'язкове 2-річне стажування для офіцерів Генштабу). 1926 року призначений командиром 7-го артилерійського полку і підвищений в полковники. З 1928 року начальник артилерії 5-ї піхотної дивізії, потім — 7-ї піхотної дивізії, генерал-майор (1929). 1929 року призначений командиром 7-ї піхотної дивізії і підвищений в генерал-лейтенанти. 1930 року став командувачем 7-го військового округу.
Прихід до влади нацистів (січень 1933 року) зустрів негативно. Як глибоко релігійний вірянин-католик разом зі своєю родиною відкрито відвідував костел у військовій формі й не приховував своє несприйняття нового режиму. Безкомпромісний у принципових питаннях Ріттер фон Лееб відмовився відвідувати обіди, що влаштовуються Альфредом Розенбергом, одним з головних нацистів, тільки тому, що той був атеїстом. Така поведінка Лееба викликала підозру нацистського керівництва, він «удостоївся» сумнівної честі стати одним з перших генералів німецької армії, за якими гестапо встановило стеження. Однак застосувати радикальніших заходів проти Лееба нацисти поки не могли, тому що свій повний контроль над армією вони встановили лише у 1938 році.
У жовтні 1933 року він був призначений командувачем 2-ї армійської групою (Кассель), до складу якої входили 5-й (Штутгарт), 6-й (Мюнстер), 7-й військові округи (Мюнхен), а також прикордонні війська. Одночасно Лееб отримав чин генерала артилерії. Потім до складу 2-ї армійської групи були включені 9-й (Кассель) і 12-й (Вісбаден) військові округи, а 7-й військовий округ був вилучений. Всього 2-га армійська група в 1937 році нараховувала 11 дивізій.
У сухопутних військах Німеччини 1930-х років Лееб придбав популярність як неперевершений фахівець з оборони. Низка праць з військової тематики і особливо опублікована в 1934 році військово-теоретична праця «Оборона» створили йому високий авторитет у військових колах не лише в Німеччині, а й у багатьох європейських державах. Його «Оборона» витримала кілька перевидань і була перекладену на іноземні мови, у тому числі російську (вона була використана при створенні польового статуту Червоної Армії). Однак це не врятувало його від переслідувань нацистів.
Під час так званої «генеральської чистки», організованої на початку 1938 року новим головнокомандувачем німецької армії фон Браухічем за прямою вказівкою Гітлера, Лееб був звільнений у відставку серед інших генералів старої школи одним з перших (лютий 1938 року). Правда, несподіване звільнення з армії було пом'якшено присвоєнням йому чергового військового звання — генерал-полковника. Напередодні Судетської кризи Лееб знову був призваний на військову службу і призначений командувачем знову сформованої 12-ї армії, на чолі якої брав участь в окупації Судетської області та Чехословаччини. Але потім Вільгельм фон Лееб знову вийшов у відставку.

### Друга світова війна
У серпні 1939 року Гітлер вдруге викликав Лееба з відставки і призначив командувачем групи армій «С» (1-ша, 5-та, 7-ма армії), яка на час війни з Польщею повинна була прикрити західний кордон Німеччини. Основу цього угруповання німецьких військ становили резервні і ополченські дивізії. У розпорядженні Лееба не було жодного танкового підрозділу. Своє нове призначення на такий високий командний пост Лееб сприйняв без ентузіазму. Вже тоді він став негативно ставиться до політики нацистського керівництва, вважаючи, що воно веде справу до розв'язування нової світової війни, в якій Німеччини неминуче загрожує поразка.
Проте, своє завдання по сковування переважаючих сил французів під час так званої «дивної війни» на Заході, поки головні сили німецького Вермахту залучалися до Польської кампанії 1939 року, Лееб виконав успішно. Однак, слід зазначити, досягнутий успіх був не стільки його заслугою, скільки сприятливим для німців збігом обставин. Англо-французькі союзники не скористалися вигідним моментом для нанесення по Німеччині рішучого удару із Заходу, хоча і мали велику перевагу в силах. У той час, коли головні сили Вермахту вели бойові дії в Польщі, вони просто не діяли, переслідуючи свої власні зовнішньополітичні цілі. Лише 9 вересня 1939 французи здійснили спробу провести обмежену атаку в зоні Саару. 13 вересня, просунувшись всього на 25 км, вони були зупинені. До 24 жовтня Лееб повернув усі втрачені позиції, втративши при цьому менш 2 000 чоловік загиблими.
Військова кар'єра
- 1 грудня 1895 — фанен-юнкер
- 18 лютого 1896 — фенріх
- 3 березня 1897 — лейтенант
- 13 травня 1905 — оберлейтенант
- 7 березня 1912 — гауптман
- 19 травня 1916 — майор
- 28 грудня 1920 — оберстлейтенант
- 1 лютого 1925 — оберст
- 1 лютого 1929 — генерал-майор
- 1 грудня 1929 — генерал-лейтенант
- 1 січня 1934 — генерал артилерії
- 1 листопада 1939 — генерал-полковник
- 19 липня 1940 — генерал-фельдмаршал

При плануванні наступу проти Французької республіки, яке почалося восени 1939 року, відразу ж після розгрому Польщі, Лееб виступив проти вторгнення німецьких військ до Франції через територію нейтральної Бельгії, як це було в Першу світову війну. Скептицизм Лееба ще більше посилився після загибелі його сина, лейтенанта 99-го гірсько-піхотного полку Альфреда фон Лееба, й це серйозно вплинуло на відкрито висловлюване ним негативне ставлення до операції. Молодий фон Лееб був вбитий в бою під Львовом, містом, яке, згідно з умовами радянсько-німецького пакту про ненапад відійшов до Радянського Союзу. Цей факт сам по собі навряд чи міг змусити старшого фон Лееба перейнятися ідеями політики Гітлера. Восени 1939 року фон Лееб написав «Меморандум про перспективи й значення нападу на Францію й Англію в умовах порушення нейтралітету Голландії, Бельгії та Люксембургу», де передбачив, що в цьому випадку проти Німеччини повстане увесь світ, і нова світова війна стане неминучою якщо вона вдруге за 25 років порушить нейтралітет Бельгії.
Виходячи з цього, Лееб пропонував укласти мир із західними державами. Щоб підштовхнути Гітлера до укладення миру, він навіть зробив спробу організувати якийсь демарш у вигляді колективної відставки всіх трьох командувачів групами армій на Західному фронті, але наштовхнувся на відмову Г. фон Рундштедта і Ф. фон Бока підтримати його.
У ході Французької кампанії 1940 року група армій Лееба грала допоміжну роль, сковуючи великі сили французів на «лінії Мажино». Після розгрому основних сил союзників на головному напрямку війська групи армій «С» здійснили прорив цієї сильно укріпленої оборонної смуги і завершили розгром французької армії. 19 липня 1940 року за кампанію у Франції Лееб був підвищений в генерал-фельдмаршали та нагороджений Лицарським хрестом.
Восени 1940 року Лееб разом зі своїм штабом був перекинутий до Дрездена, а навесні 1941-го — в Східну Пруссію, де очолив командування групи армій «Північ» 16-та (під командуванням генерал-полковника Ернста Буша), 18-та армії (очолювана генерал-полковником Георгом фон Кюхлером), 4-та танкова група (генерала танкових військ Еріха Гьопнера) і 1-й повітряний флот (генерал-полковника Альфреда Келлера). Проти війни з СРСР Лееб також намагався заперечувати, але Гітлер і Браухіч залишили без уваги всі його доводи.

### Східний фронт
Група армій «Північ» — стратегічне угруповання німецьких військ, становила ліве крило німецького Східного фронту у війні проти Радянського Союзу. Її завдання полягало в нанесенні удару зі Східної Пруссії, швидкому просуванні вглиб країни через Прибалтику, відсіканні й знищенні основних сил радянських військ в Прибалтиці і надалі захоплення Ленінграда.

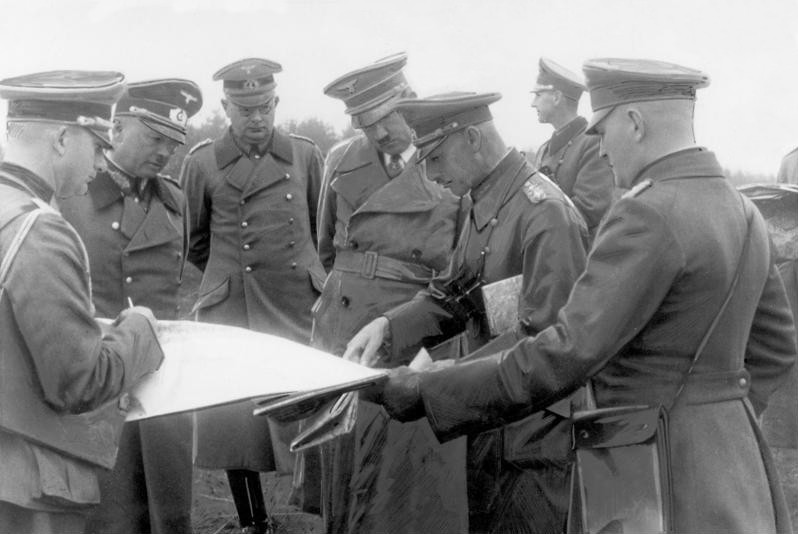
Генерал артилерії В.фон Лееб з Гітлером на навчаннях. 1936

Влітку 1941 року німецькі війська, очолювані фон Леебом, розгромили частини Червоної Армії в Прибалтиці, окупували її й до середини вересня 1941 вийшли до Ленінграда. Попри те, що в розпорядженні фон Лееба знаходилося всього 16 дивізій, з яких тільки три були танковими й три моторизованими, яким протистояло до 30 радянських дивізій, які чинили запеклий опір, на початку вересня 1941 йому вдалося наблизитися до Ленінграда на відстань артилерійського пострілу і практично оточити місто. У той час, коли 6-та танкова дивізія, прорвавши оборонні рубежі радянських військ, через Пулковські висоти, вийшла до околиць міста, а 126-та піхотна дивізія опанувала Шліссельбург, перекривши всі підступи до Ленінграда з суші. Тим часом 58-ма піхотна дивізія увірвалася на околиці Ленінграда і всього за 10 км від його центру захопила міський трамвай. Вільгельм фон Лееб готувався до останнього штурму, коли несподівано 12 вересня 1941 Гітлер наказав Леебу припинити підготовку до штурму цього міста і перейти до його блокади.
Одночасно зі складу групи армій «Північ» були вилучені та перекинуті на московський напрямок 4-та танкова група, цілий ряд частин різного призначення і VIII-й повітряний корпус Люфтваффе зі складу 1-го повітряного флоту. Це рішення фюрера послабило угруповання німецьких військ під Ленінградом як мінімум на 7 дивізій з 16, що були в наявності. Спроба Лееба заперечувати цьому рішенню фюрера успіху не мала.
8 листопада 1941 XXXIX-му танковому корпусу Г. фон Арніма вдалося зім'яти радянську 4-ту армію та оволоділи Тихвіном, що був відомий своїми бокситовими родовищами, і намагалися зайняти східний берег Ладозького озера і перерізати останню залізничну магістраль, по якій через Ладозьке озеро здійснювалося постачання обложеного Ленінграда.
Але слідом за цим пішли запеклі контратаки резервів радянських військ, підтягнутих з Сибіру, у середині листопада 1941 радянські війська перейшли у загальний контрнаступ, й 9 грудня вибили противника з Тихвіну, а потім з великими втратами відкинули його за річку Волхов. Відступивши на колишні позиції XXXIX-й танковий корпус був сильно знекровлений. Під час Тихвінської операції одна тільки 18-та моторизована дивізія втратила 9000 чоловік убитими, скоротившися до розмірів батальйону мирного періоду. Уцілів всього 741 чоловік.

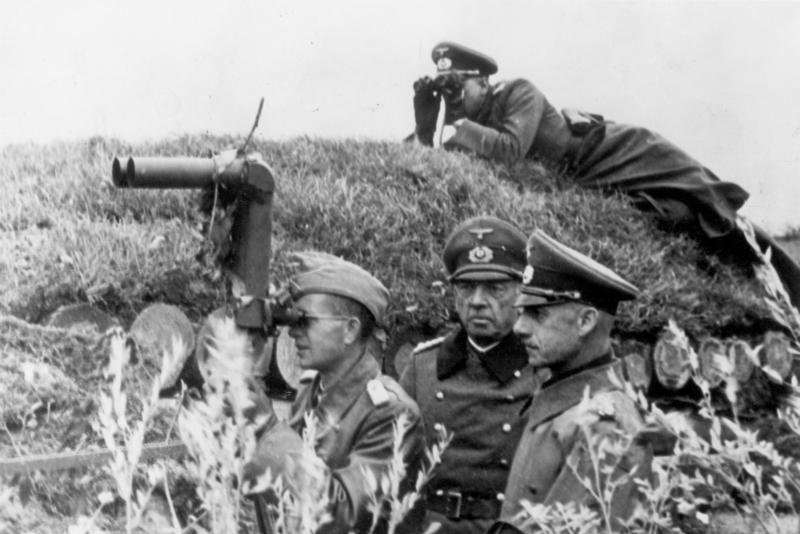
Командувач групою армій «Північ» генерал-фельдмаршал В.фон Лееб з командувачем 18-ї армії генерал-полковником Г.фон Кюхлер на передових позиціях на східному фронті. Жовтень 1941

12 січня 1942 Лееб звернувся до Гітлера з проханням дозволити йому відвести з Дем'янська один зі своїх корпусів, який виявився висунутим далеко вперед від основних сил 16-ї армії й у разі переходу Червоної армії в наступ міг опинитися в оточенні. Гітлер відмовився виконати це прохання. Через кілька днів відбулося те, чого побоювався Лееб — 2-й армійський корпус був оточений радянськими військами і опинився в так званому Дем'янскому котлі. Терпіння Лееба, вже давно обурювався дилетантським самоуправством Гітлера, який абсолютно не зважав на думку навіть командувачів групами армій, нарешті зірвалося, і він 16 січня 1942 подав рапорт про відставку. Наступного дня відставка Гітлером була прийнята.
Повернувшись до Баварії, Лееб ніякої участі в подальших подіях Другої світової війни вже не брав. Восени 1944 року командувач Західним фронтом Рундштедт запропонував Гітлеру викликати Лееба з відставки і направити його як великого фахівця з оборони на Західний фронт, але отримав категоричну відмову.
2 травня 1945 фельдмаршал Лееб був заарештований американськими військами. 1948 року американський військовий трибунал засудив його як другорядного військового злочинця до 3 років тюремного ув'язнення, однак, оскільки Лееб перебував під арештом 3.5 роки, він був звільнений.
Вільгельм Ріттер фон Лееб помер 29 квітня 1956 в Ашерслебені, Баварія, у віці 79 років.

## Роль Вільгельма Ріттера фон Лееба в історії
Вільгельм Ріттер фон Лееб належав до старшого покоління гітлерівських воєначальників, які у своїй основній масі не поділяли ідеологію нацизму або ж ставилися до неї з певною часткою скептицизму. Однак, вони беззастережно поставили на службу нацистам свої військові здібності, досвід і знання, продовжуючи до пори до часу ревно підтримувати зовнішньополітичний курс Гітлера, поки не переконалися, що він зайшов у глухий кут. Базовою основою альянсу німецької вояччини з нацизмом були традиційні для німецького юнкерства, чиновництва і бюргерів мілітаризм і націоналізм, де погляди обох сторін повністю збігалися. Але в методах вирішення геополітичних завдань, що стояли перед Німеччиною, їх погляди розбіглися. У переважній більшості німецький генералітет завжди з недовірою ставився до авантюристичного курсу нацистського керівництва, як у зовнішній, так й у внутрішній політиці.

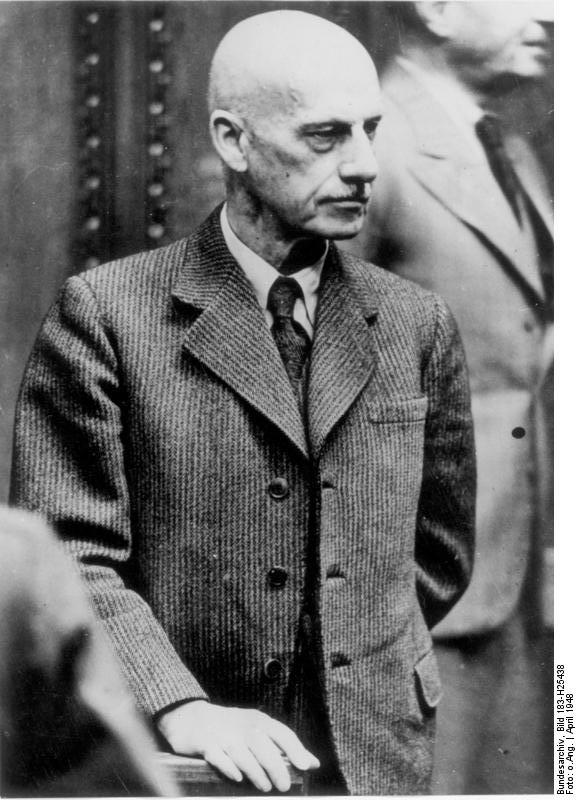
В.фон Лееб на Нюрнберзькому процесі. 1947

Добре пам'ятаючи сумні підсумки Першої світової війни, Вільгельм Ріттер фон Лееб виступав за більш зважений підхід до вирішення проблем, що стояли перед Німеччиною. Лееб був одним з представників касти німецьких мілітаристів, невпинно виступали за відродження військової могутності Німеччини та бойового духу німецького народу. У цьому плані він був гарячим прихильником Гітлера. У той же час Лееб був найбільшим релігійним і самим антинацистські-налаштованим воєначальником Третього рейху, й ніколи не приховував своїх переконань. Його численні критичні висловлювання і зауваження на адресу нацистської влади і особисто Гітлера не раз накликали на нього різного роду неприємності, але до серйозних наслідків справа, як правило, не доходила. Гітлер добре розібрався в особливостях характеру Лееба й досить швидко зрозумів, що цей вічний фрондер — військовий інтелектуал, мислитель, але ніяк не людина дії, від якої можна чекати несподіванок. Тому він дуже поблажливо ставився до періодичних демаршів старого фельдмаршала, обмежуючись щоразу лише вираженням свого невдоволення або ж просто без всяких натяків обсмикуючи його. Так, наприклад, коли фюреру набридли наполегливі протести Лееба на каральні дії військ СС в тилу його групи армій, то йому просто був переданий наказ Гітлера «не втручатися в політичні питання». І протести припинилися.

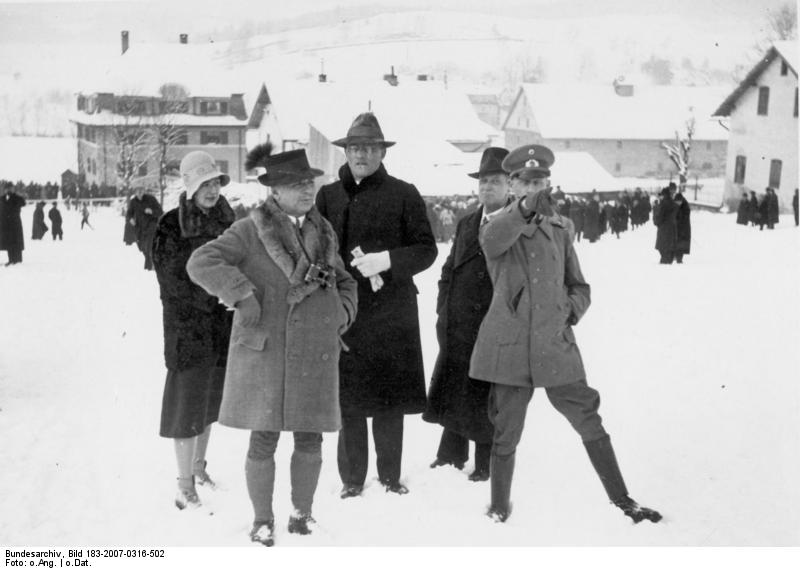
В.фон Лееб у відставці. Німеччина. 1942

Гітлер високо цінував компетентність Лееба як військового професіонала і не раз звертався до нього за порадами, попри норовистість фельдмаршала та його нелагідний характер. Немає жодних свідчень того, що Гітлер планував усунути Лееба від командування групою армій «Північ», подібно тому, як він вчинив це з Боком і Рундштедтом, що командували групами армій на Східному фронті. Тільки незадоволеність самого Лееба своїм становищем, а не претензії Гітлера до нього як до воєначальника, підштовхнули його до відставки.
У 1939—1941 роках Лееб був одним з трьох вищих воєначальників Третього рейху, яким було довірено очолити групи армій Вермахту. Його бойові заслуги полягали в тому, що під час Польської кампанії 1939 року він успішно вирішив завдання з прикриття західного кордону Німеччини від можливого удару англо-французьких військ. Під час Французької кампанії 1940 Лееб спочатку скував великі сили противника, а потім, перейшовши в наступ, здійснив прорив сильно укріпленої «лінії Мажино» й довершив повний розгром французької армії.
У 1941 році розгромив війська Червоної Армії в Прибалтиці й на далеких підступах до Ленінграда, вийшов до цього міста і блокував його. Разом з тим необхідно відзначити, що дії Лееба як великого воєначальника, який командував одним з трьох стратегічних угруповань німецьких військ на Східному фронті влітку, восени 1941 року і взимку 1941/42 років, були далеко не бездоганні. Перш за все, попри досягнутий під час літньо-осінньої кампанії 1941 року великий оперативно-стратегічний успіх, він показав себе як консерватор у питаннях військового мистецтва. Його погляди на використання таких перспективних засобів збройної боротьби, як танки та авіація, виявилися застарілими й такими, що не відповідали вимогам того часу. До того ж Лееб не мав практичного досвіду застосування танкових і авіаційних об'єднань в маневрених операціях, що проводилися на велику глибину. Наслідком цього стала низка великих оперативних помилок і прорахунків, допущених ним в ході літньо-осінньої кампанії 1941 року в Прибалтиці та на ленінградському напрямку. Під час цієї кампанії дії Лееб відрізнялися надмірною обережністю, а також частим відволіканням великих сил на виконання другорядних завдань на шкоду головній — стрімкого кидка на Ленінград.
Сувора, замкнута людина, Лееб був добре відомий у військових колах Німеччини своїми моральними принципами. У цьому плані він не визнавав жодних компромісів і діяв завжди прямолінійно. У той же час це був великий військовий спеціаліст старого гарту, що володів великими знаннями у військовій справі, особливо в питаннях оборони. У другій половині Другої світової війни, коли Вермахт був змушений вести великі оборонні бої на всіх фронтах, один з найавторитетніших її фахівців в галузі оборони виявився невитребуваним. Це відповідно стало не найкращим рішенням німецького вищого військового керівництва.

## Вшанування пам'яті
В 1965 році на честь Лееба були названі казарми бундесверу в Ландсберзі (нім. Ritter-von-Leeb-Kaserne).

## Нагороди генерал-фельдмаршала Вільгельма Ріттера фон Лееба
- Медаль принца-регента Луїтпольда
- Залізний Хрест 2-го класу (1914)
- Залізний Хрест 1-го класу (1914)
- Лицарський хрест Королівського ордена дому Гогенцоллернів з мечами (Прусське королівство)
- Військовий орден Максиміліана Йозефа (29 травня 1916)
- Орден Альберта, лицарський хрест 1-го класу з мечами
- Орден Корони (Вюртемберг), лицарський хрест з мечами
- Ганзейський Хрест (Гамбург)
- Ганзейський Хрест (Бремен)
- Хрест «За військові заслуги» (Мекленбург-Шверін) II ступеня
- Орден Залізної корони III ступеня з бойовою відзнакою
- Галліполійська Зірка (Османська імперія)
- Військовий орден «За заслуги» (Баварія) III ступеня з мечами
- Хрест «За вислугу років» (Баварія) 2-го класу (за 24 роки військової служби)
- Нагрудний знак керівника гірських частин
- Почесний хрест ветерана війни з мечами
- Медаль «У пам'ять 1 жовтня 1938» з Празьким градом
- Застібка до Залізного хреста 2-го класу
- Застібка до Залізного хреста 1-го класу
- Лицарський хрест Залізного хреста (24 червня 1940)
- Медаль «За вислугу років у Вермахті» I ступеня (за 25 років військової служби) (2 жовтня 1936)
  - Медаль «За вислугу років у Вермахті» II ступеня (за 18 років військової служби) (2 жовтня 1936)
  - Медаль «За вислугу років у Вермахті» III ступеня (за 12 років військової служби) (2 жовтня 1936)
  - Медаль «За вислугу років у Вермахті» IV ступеня (за 4 роки військової служби) (2 жовтня 1936)
- Медаль «За зимову кампанію на Сході 1941/42» (19 серпня 1942)
- Великий канцлер Військового ордена Максиміліана Йозефа (1954)